# Els morts del llac Constança: El cercle de l'ànima
Els morts del llac Constança: El cercle de l'ànima (títol original en alemany, Die Toten vom Bodensee – Der Seelenkreis) és un telefilm germanoaustríac de 2021 d'ORF i ZDF, dirigit per Michael Schneider. És la tretzena entrega de la sèrie de pel·lícules de ficció criminal Els morts del llac Constança. Es va estrenar a ORF el 20 d'octubre de 2021, i abans es va publicar al servei de retransmissió Flimmit. La primera emissió a ZDF va tenir lloc l'1 de novembre de 2021. S'ha doblat al català per a TV3, que la va emetre per primer cop el 8 de setembre de 2024.

## Sinopsi
Un nadó és trobat flotant al llac dins d'un cistell. En Micha i la Hanna sospiten que hi ha una connexió amb un cas que ells mateixos havien investigat, sense sort, mig any enrere. Es tractava d'una dona desapareguda, Rita Hafner, l'amant d'un famós divo de l'òpera, Veit Steindl, que és considerat el principal sospitós. Els estranys símbols pintats als llençols que embolcaven el nadó els proporcionen noves vies d'investigació. Tot indica que la dona desapareguda encara és viva, i que podria ser la mare del nadó abandonat. Una fosca trama de rituals esotèrics sembla tenir a veure amb el segrest de la Rita i amb l'abandó del nadó. A partir d'aquí, la investigació se centra en nous sospitosos.

## Producció

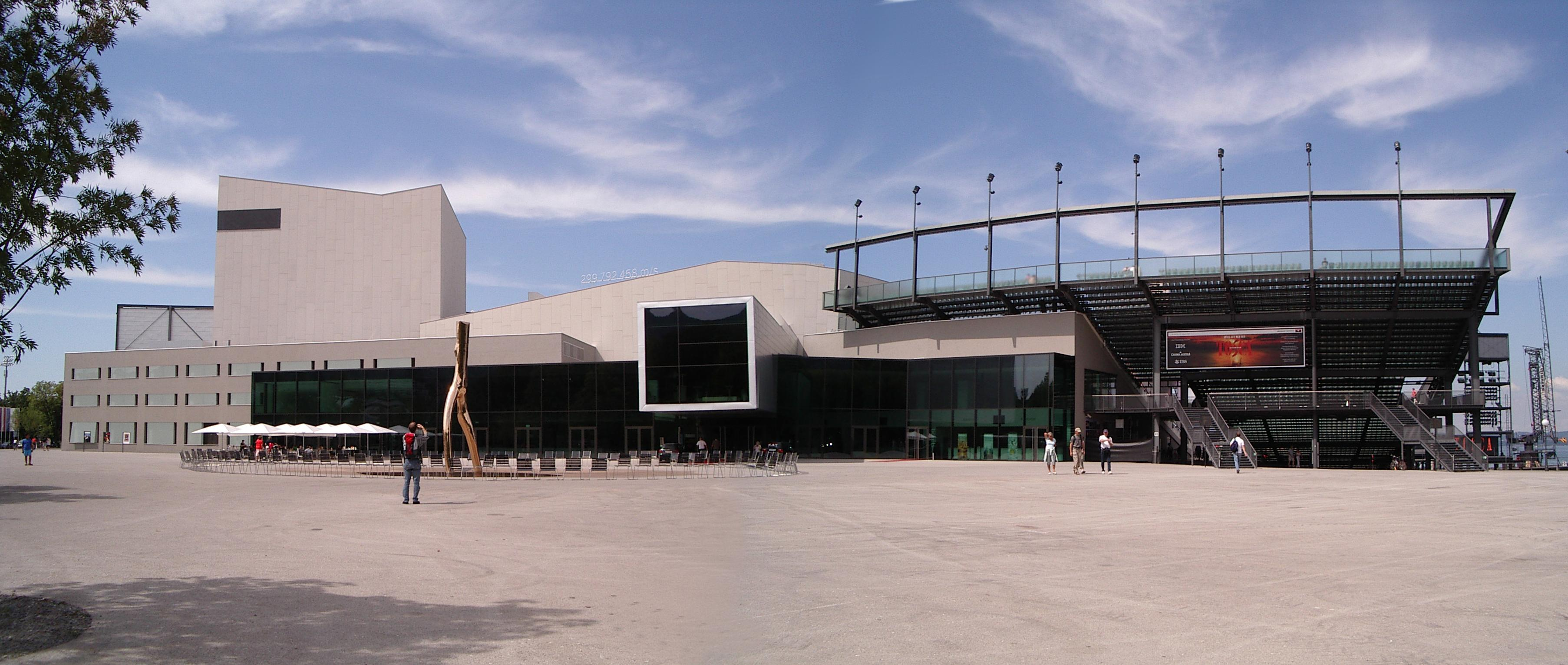
El motiu principal de la pel·lícula: el teatre i centre de convencions Festspielhaus Bregenz.

El rodatge va tenir lloc juntament amb el dotzè capítol El fantasma del camí del 16 de juny al 14 d'agost de 2020 al llac de Constança i els seus voltants. Un motiu principal recurrent a la pel·lícula és la sala de festivals Festspielhaus Bregenz.
La pel·lícula va ser produïda per Graf Filmproduktion GmbH i Rowboat Film- und Fernsehenproduktion, i hi van participar l'organisme austríac Österreichischer Rundfunk i el canal alemany ZDF. La producció va comptar amb el suport del TV Fund Austria i l'estat de Vorarlberg.
La càmera va anar a càrrec de Lukas Gnaiger i Matthias Pötsch. Hjalti Bager-Jonathansson va ser la responsable del so, Christine Egger de la direcció artística, Heike Werner del disseny de vestuari i Birgit Beranek i Fatma Reil del maquillatge.